# المصران (قرية)
المصران، قرية من قرى دائرة حاسي بحبح في ولاية الجلفة تبعد عن مقر البلدية بنحو 12 كم و 38 كم عن مقر الولاية، يمر بها الطريق الوطني رقم 01 وطريق السكة الحديدة منذ سنة 1912م وهي قرية كانت عامرة أيام الاستعمار، إذ كانت بها مقاه وملهى ليلي وحوانيت تجارية مطلع القرن العشرين وبها محطة للقطار، وبقيت كذلك إلى الاستقلال لكنها مع الأيام اندثرت معالم هذ القرية بمبانيها الطوبية البالية. وفي نهاية العقد السادس من القرن الماضي بنيت بها مدرسة صغيرة ثم ألحق بها حجرة أخرى فيما بعد لتعليم صغار الأطفال في المرحلة الابتدائية.
والمصران هي منطقة رعوية سهبية واد موسمي تربة مالحة يقع بالزاغز الغربي الذي يشمل سبخة ومناطقة رعوية واسعة تمتد إلى عدة كيلومترات جنوب غرب مدينة حاسي بحبح.ومن أهم نباتاته الموالح: الطرفاء والصنوبر الحلبي والصفصاف، القطف، الرقل، الرقيلة، اليسريف، والجل، وبوقريبة، وأهم أعشابه التالمة رقيقة الأوراق وغليظتها، والكيكوط والتالقودة واللبين واليجيرة والقرنينة والنفيخ والعكاز والمدهون والحارة وبعض النباتات الزهيرة كالجميرة والخافور وغيرهما ونباتات أخرى على سبيل الذكر لا الحصر...وأهم حيوناته الغنم والآبل والبقر والماعز وهي مكسوب السكان وحيوانات اليفة أخرى كالحصان والبغل والحمار...ومن أهم حيواناتها البرية المتوحشة ألارنب زالجربوع والقنفذ والثعلب والذئب والخنزير البري والثعبان والعقرب واليعسوب والجراد والخنافس بأنواعها والجرذ والقطا والصرندي والترش والقبرة والزراع بنوعيه بوربقة وزراع البقر والبوفسية والنعيج وأم سيسي والدوري«الزاوش» والزرزور، سواق الإبل، الهدهد، القط البري، الجحموم، والسمان، والغرانق «الغرنوق».
ثم مع بداية العقد الثامن من القرن الماضي تم بناء مستوصف «قاعة للعلاج» ومكتب بريدي حول فيما بعد إلى مركز أمني وبنيت مساكن اجتماعية بالموازاة مع الطريق الوطني رقم 1 لتكون هذه المساكن لبنة القرية الجديدة وتم فتح محلات ودكاكين للتزود بأهم المواد الغذائية وغيرها.
```
وهناك مشروع لبناء مسجد لأحد المحسنين في طريق الإنجاز باسم مسجد النور.
```

كما تم تزويد السكان بالطاقة الكهربائية ولا يزال السكان في أمس الحاجة لربطهم بغاز المدينة الذي لا يبعد عن القرية سوى بضعة أمتار فقط غرب النسيج العمراني محاذاة بالمذرسة القديمة.
معالم القرية:
الحمام المعدني (حمام المصران) ويسمى أيضا بحمام الصوندا الذي لا يبعد عنها سوى بحولي 04 كم إلى الشمال في الطريق الوطني رقم 01، ويبعد عن مدينة حاسي بحبح بـ 08 كم إلى الجنوب في الطريق الوطني رقم 01.
حمام الرمل بكثبان الريان الرميلية التي تبعد عن القرية بحوالي 02 كم إلى الشرق.